# Farleigh Hungerford
Farleigh Hungerford – wieś w Anglii, w hrabstwie ceremonialnym Somerset, w dystrykcie (unitary authority) Bath and North East Somerset. Leży 26 km na południowy wschód od miasta Bristol i 152 km na zachód od Londynu.